# Elecciones generales de Palaos de 1985
Las terceras elecciones generales de Palaos fueron adelantadas al 28 de agosto de 1985 (originalmente destinadas a noviembre de 1988) por el asesinato del presidente Haruo Remeliik a finales del mes anterior. El presidente interino Alfonso Oiterong fue derrotado por Lazarus Salii, que obtuvo casi el 54% de los votos, mientras que Thomas Remengesau, Sr. se convirtió en Vicepresidente con el 26%. La participación electoral fue del 79.1%.

## Resultados

### Presidenciales
| Candidatos               | Votoss | %    |
| ------------------------ | ------ | ---- |
| Lazarus Salii            | 4.077  | 53.9 |
| Alfonso Oiterong         | 3.484  | 46.1 |
| Votos en blanco/anulados | 137    | -    |
| Total                    | 7.698  | 100  |
| Fuente: Nohlen et al.    |        |      |

### Vicepresidenciales
| Candidato                | Votos | %    |
| ------------------------ | ----- | ---- |
| Thomas Remengesau, Sr.   | 1.968 | 26.0 |
| Tosiwo Namamura          | 1.353 | 17.9 |
| Kazuo Asanuma            | 1.168 | 15.4 |
| Joshua Koshiba           | 1.152 | 15.2 |
| Sadang Silmai            | 901   | 11.9 |
| Haruo Willter            | 756   | 10.0 |
| John Tarkong             | 275   | 3.6  |
| Votos en blanco/anulados | 125   | -    |
| Total                    | 7.698 | 100  |
| Fuente: Nohlen et al.    |       |      |